# Ectinus tamnaensis
Ectinus tamnaensis is een keversoort uit de familie kniptorren (Elateridae). De wetenschappelijke naam van de soort is voor het eerst geldig gepubliceerd in 2002 door Kishii in Kishii & Paik.